# 越南擬鱨
越南擬鱨，為輻鰭魚綱鯰形目鱨科的其中一種，為温帶淡水魚類，分布於亞洲日本淡水流域，體長可達11.3公分，棲息在底層水域，生活習性不明。

## 扩展阅读
維基物種上的相關：越南擬鱨